# Bromus nervosus
Bromus nervosus là một loài thực vật có hoa trong họ Hòa thảo. Loài này được C.Acedo & Llamas mô tả khoa học đầu tiên năm 1997.